# Rugby à sept aux Jeux du Commonwealth
Le rugby à sept aux Jeux du Commonwealth est un tournoi de rugby à sept se déroulant tous les quatre ans lors des Jeux du Commonwealth. 
Les XVIe Jeux du Commonwealth organisés à Kuala Lumpur en 1998 ont vu l'introduction du rugby à sept, en même temps que le cricket, le hockey sur gazon et le netball. L'édition de 2018 à Gold Coast est la première à organiser un tournoi féminin remporté par la Nouvelle-Zélande. Chez les hommes, Nouvelle-Zélande n'avait perdu aucun match aux Jeux du Commonwealth, remportant la médaille d'or lors de chacune des compétitions jusqu'à la finale des Jeux du Commonwealth de 2014 où elle s"incline face à l'Afrique du Sud. Le tournoi de l'édition 2018 voit la Nouvelle-Zélande remporter sa cinquième victoire en six éditions.

## Historique

### 1998-Kuala Lumpur,Malaisie
| Médaille | Or               | Argent | Bronze    |
| Équipe   | Nouvelle-Zélande | Fidji  | Australie |

La Nouvelle-Zélande remporte le titre face aux champions du monde fidjiens grâce à une victoire 21-12 devant les 20 000 spectateurs du stade Petaling Jaya. Jonah Lomu est élu homme du match. Les Australiens, emmenés par David Campese terminent troisièmes.

### 2002-Manchester,Royaume-Uni
| Médaille | Or               | Argent | Bronze         |
| Équipe   | Nouvelle-Zélande | Fidji  | Afrique du Sud |

Les épreuves de rugby à sept ont eu lieu au City of Manchester Stadium, construit pour l'occasion.

### 2006-Melbourne,Australie
| Médaille | Or               | Argent     | Bronze |
| Équipe   | Nouvelle-Zélande | Angleterre | Fidji  |

Les épreuves ont eu lieu au Telstra Dome de Melbourne. Les qualifications ont eu lieu le 16 mars et les phases finales le lendemain.
Les Néo-Zélandais conservent leur titre en battant les Anglais 29-21. Les Fidjiens battent les Australiens 24-17 dans la finale pour la troisième place.

### 2010-Delhi,Inde
| Médaille | Or               | Argent    | Bronze         |
| Équipe   | Nouvelle-Zélande | Australie | Afrique du Sud |

Le tournoi de rugby à sept s'est joué à l'Université de Delhi. L'équipe fidjienne est absente, les Fidji ayant été suspendus du Commonwealth à la suite d'un coup d'État militaire.
Les Néo-Zélandais restent les seuls vainqueurs de l'épreuve en battant les Australiens 24-17 en finale après avoir été menés 7-10 à la mi-temps. Les Sud-Africains se défont difficilement des Anglais 17-14 dans la finale pour la troisième place grâce à une remontée en deuxième mi-temps.

### 2014-Glasgow,Écosse
| Médaille | Or             | Argent           | Bronze    |
| Équipe   | Afrique du Sud | Nouvelle-Zélande | Australie |

Les Fidji ont été réintégrés au Commonwealth, mais trop tard pour pouvoir qualifier leur équipe de rugby, qui est donc absente pour les deuxièmes Jeux consécutifs. Les Australiens écrasent les Samoa 24-0 pour prendre la médaille de bronze, tandis qu'en finale les Blitzboks sud-africains mettent fin à la longue domination néo-zélandaise. Seabelo Senatla inscrit deux essais, et Cecil Afrika un, pour battre les All Blacks 17-12.

### 2018-Gold Coast,Australie
| Médaille | Or               | Argent | Bronze     |
| Équipe   | Nouvelle-Zélande | Fidji  | Angleterre |

## Palmarès
| Année | Année        | Hommes           | Hommes           | Hommes         | Femmes           | Femmes    | Femmes |
| Année | Année        | Or               | Argent           | Bronze         | Or               | Argent    | Bronze |
| ----- | ------------ | ---------------- | ---------------- | -------------- | ---------------- | --------- | ------ |
| 1998  | Kuala Lumpur | Nouvelle-Zélande | Fidji            | Australie      |                  |           |        |
| 2002  | Manchester   | Nouvelle-Zélande | Fidji            | Afrique du Sud |                  |           |        |
| 2006  | Melbourne    | Nouvelle-Zélande | Angleterre       | Fidji          |                  |           |        |
| 2010  | Delhi        | Nouvelle-Zélande | Australie        | Afrique du Sud |                  |           |        |
| 2014  | Glasgow      | Afrique du Sud   | Nouvelle-Zélande | Australie      |                  |           |        |
| 2018  | Gold Coast   | Nouvelle-Zélande | Fidji            | Angleterre     | Nouvelle-Zélande | Australie | Canada |

### Tableau récapitulatif
| Pos | Équipe           | Or | Argent | Bronze | Total |
| 1   | Nouvelle-Zélande | 5  | 1      | 0      | 6     |
| 2   | Afrique du Sud   | 1  | 0      | 2      | 3     |
| 3   | Fidji            | 0  | 3      | 1      | 4     |
| 4   | Australie        | 0  | 1      | 2      | 3     |
| 5   | Angleterre       | 0  | 1      | 1      | 2     |

## Sources
- Site officiel des Jeux du Commonwealth